# Ferreiros (A Pobra do Brollón)
San Salvador de Ferreiros és una parròquia del municipi gallec d'A Pobra do Brollón, a la província de Lugo. Limita amb les parròquies d'A Ferreirúa, San Pedro do Incio i Trascastro al nord, Saa a l'est i sud-est, Castrosante al sud-oest, i Veiga a l'oest.
El 2015 tenia 53 habitants agrupats en 7 entitats de població: O Campo, Cima de Vila, Fondo de Vila, Forgas, A Lama, O Souto i A Veneira de Roques.
Entre el seu patrimoni destaquen l'església de San Salvador, que conserva restes romàniques del segle xii, la Casa de Díaz o la capella de Santa María Magdalena d'A Veneira. Les festes se celebren el 10 d'agost en honor de l'Ecce Homo.